# Niezwykła Sara
Niezwykła Sara (tytuł oryg. The Incredible Sarah) – brytyjski biograficzny dramat historyczny z 1976 w reżyserii Richarda Fleischera.

## Obsada
- Glenda Jackson – Sarah Bernhardt
- Daniel Massey – Victorien Sardou
- Douglas Wilmer – Montigny
- David Langton – Charles de Morny
- Simon Williams – Henri de Ligne
- John Castle – Jacques Damala
- Edward Judd – Jarrett
- Rosemarie Dunham – pani Bernhardt
- Peter Sallis – Thierry
- Bridget Armstrong – Marie
- Margaret Courtenay – Madame Nathalie